# Mucuna bracteata
Mucuna bracteata är en ärtväxtart som beskrevs av Dc. Mucuna bracteata ingår i släktet Mucuna och familjen ärtväxter. IUCN kategoriserar arten globalt som livskraftig. Inga underarter finns listade i Catalogue of Life.